# Березин, Всеволод Леонидович
Всеволод Леонидович Березин (16 декабря 1922, с. Иловай‑Рождественское, Тамбовская губерния, РСФСР — 3 августа 2016) — советский и российский инженер-механик; учёный, специалист по проектированию, строительству и капитальному ремонту магистральных трубопроводов, применению новых материалов в нефтедобывающей промышленности, заслуженный деятель науки и техники РСФСР. 

## Биография
Учился в Барнаульском минометном училище, в Новосибирском институте военных инженеров транспорта (1940—42). Во время Великой Отечественной войны воевал на 1-м Украинском и 3-м Белорусском фронтах (1942—1946).
В 1951 году окончил Московский нефтяной институт имени И. М. Губкина по специальности «Транспорт и хранение». В 1954 году защитил кандидатскую диссертацию в МИНХиГП им. И. М. Губкина на тему «Исследование процессов контактной сварки магистральных трубопроводов», в 1970 году — докторскую диссертацию в МИНХиГП им. И. М. Губкина на тему «Исследования напряженного состояния нефтепродуктопроводов при капитальном ремонте».
С 1954 года — в Уфимском нефтяном институте: с 1955 г. — заведующий кафедрой, с 1964 г. — ректор; директор Института повышения квалификации работников нефтяной и газовой промышленности (1970—1979), заведующий кафедрой (1970—1991), профессор (с 1991) Московского института нефтяной и газовой промышленности имени И. М. Губкина, затем — Российский университет нефти и газа имени И.М. Губкина.
Доктор технических наук (1970), профессор (1969). Почётный академик АН Республики Башкортостан (1995),
Научное направление работ: трубопроводный транспорт, строительство подводных переходов бестраншейным способом, методы повышения надежности нефтяных резервуаров при низких температурах; повышения устойчивости нефтегазопроводов в обводненных грунтах.
Подготовил 12 докторов и 79 кандидатов наук.
Являлся депутатом Уфимского городского совета, членом научно-технического совета Мингазпрома СССР (с 1975 года); председателем секции НТС Мингазпрома СССР; членом президиума ВСНТО комитета по образованию; членом редколлегии издательства «Недра» и журнала «Строительство трубопроводов», председателем специализированного совета по защите докторских и кандидатских диссертаций, членом экспертного совета ВАК; член нескольких комиссий Государственного комитета по науке и технике Госстроя СССР, действительный член Международной академии информатики (1996).

## Награды
Лауреат премии Совета Министров СССР (1983), Государственной премии Украинской ССР в области науки и техники (1984), премий имени И. М. Губкина (1971, 1979).
Ордена Красной Звезды (1944, 1945), Трудового Красного Знамени (1980), «Знак Почёта» (1967, 1986), Отечественной войны II степени (1995).
Заслуженный деятель науки и техники РСФСР (1982), Башкирской АССР (1968), почётный работник министерства топлива и энергетики СССР (1982), Российской Федерации (1995), газовой промышленности СССР (1983), Нефтеснаба РСФСР (1987), почетный нефтяник РФ (1995).